# Стивен, Карин
Карин Стивен (англ. Karin Stephen, урождённая Костелло (англ. Costelloe, 1889, Великобритания — 1953) — британская психолог и психоаналитик.

## Ранние годы и образование
Карин Стивен родилась под именем Кэтрин Элизабет Костелло. Её мать, Мэри Костелло (урождённая Мэри Уитолл Смит, более известна как Мэри Беренсон; 1864–1945) была филадельфийским квакером, а её отец, Бенджамин Фрэнсис Конн Костелло (1855–1899) был североирландцем, принявшим католицизм. Отношения между её родителями были сложными, и её мать ушла от мужа, когда Карин и её сестра Рэйчел были совсем маленькими. Её отец умер в 1899 году, когда ей было десять лет, поэтому о сёстрах заботилась бабушка. Во время учёбы в школе-интернате Карин выиграла стипендию для обучения в колледже Ньюнэм в Кембридже. 
Стивен поступила в Ньюнэм в 1907 году, но покинула его через год из-за различных личных проблем и проблем со здоровьем. Затем она провела год в колледже Брин-Мар, где начала изучать философию и психологию. В 1909 году она вернулась в Ньюнэм и в 1910 году получила степень по моральным наукам. В 1914 году она стала научным сотрудником Ньюнэма.

## Карьера
В 1913 году она и три другие женщины начали безуспешный судебный процесс, известный как «Бебб против Юридического общества», утверждая, что Юридическое общество должно быть принуждено допустить их к своим предварительным экзаменам. Тремя другими женщинами были Гвинет Бебб, в честь которой и была названа акция, Мод Крофтс и Люси Неттлфолд.
В 1914 году она вышла замуж за Эдриана Стивена (брата Вирджинии Вулф и Ванессы Белл). У них было двое дочерей, Энн Дэвис Стивен (1916–1997) и Джудит Стивен (1918–1972), которые были замужем соответственно за биохимиком Ричардом Лоуренсом Миллингтоном Сингом и за художником-документалистом и фотографом Найджелом Хендерсоном. Супруги, отказавшиеся от военной службы по убеждениям, во время войны работали на молочной ферме. Они заинтересовались работами Зигмунда Фрейда, и после войны супруги выучились на врачей, чтобы практиковать психоанализ. Они прошли курс анализа у Джеймса Гловера, а когда он умер в 1926 году, Карин продолжила лечение у Сильвии Пейн. Оба супруга получили квалификацию в 1927 году, и К. Стивен работала в психиатрической больнице. В 1927 году её приняли в качестве ассоциированного члена в Британское психоаналитическое общество, а в 1931 году она стала его полноправным членом.
Стивен начала частную практику в качестве психоаналитика. Она прочитала первый курс лекций по психоанализу, когда-либо прочитанный в Кембриджском университете: курс из шести лекций повторялся в течение нескольких лет и лёг в основу её медицинского учебника «Психоанализ и медицина». У неё развилась глухота и маниакальная депрессия. После смерти мужа в 1948 году её здоровье ухудшилось, и в 1953 году она покончила жизнь самоубийством.
Леонард Вулф считал Стивен «старой Блумсбери».
Её статьи хранятся в архивах Британского психоаналитического общества.

## Труды
- The misuse of mind; a study of Bergson's attack on intellectualism, New York: Harcourt, Brace; London: K. Paul, Trench, Trubner, 1922. With a prefatory letter by Henri Bergson. In The International Library of Psychology, Philosophy and Scientific Method[англ.].
- Psychoanalysis & medicine; a study of the wish to fall ill, New York: Macmillan; Cambridge: The University Press, 1933.
- 'Introjection and Projection: Guilt and Rage', British Journal of Medical Psychology 14, pp. 316–31, 1934.
- 'A correspondence with Dr Karin Stephen', in C. H. Waddington, Science As Ethics, London: George Allen & Unwin, 1943.
- 'Relations between the Superego and the Ego', Psychoanalysis and History 2:1 (February 2000)